# Altretamine
Altretamine (tên thương mại Hexalen) là một chất chống ung thư. Nó đã được FDA Hoa Kỳ phê duyệt vào năm 1990.

## Công dụng
Nó được chỉ định sử dụng như một tác nhân duy nhất trong điều trị giảm nhẹ cho bệnh nhân ung thư buồng trứng dai dẳng hoặc tái phát sau khi điều trị đầu tay với kết hợp dựa trên cisplatin và/hoặc tác nhân kiềm hóa.
Nó không được coi là điều trị đầu tay, nhưng nó có thể hữu ích như liệu pháp cứu cánh. Nó cũng có ưu điểm là ít độc hơn so với các loại thuốc khác được sử dụng để điều trị ung thư buồng trứng chịu lửa.

## Cơ chế
Cơ chế chính xác mà altretamine phát huy tác dụng chống ung thư của nó vẫn chưa được biết nhưng nó được MeSH phân loại là một chất chống ung thư chống kiềm hóa.
Cấu trúc độc đáo này được cho là làm hỏng khối u tế bào thông qua việc sản xuất các loài yếu alkyl hóa formaldehyde, một sản phẩm của CYP450 qua trung gian N -demethylation. Quản lý bằng đường uống, altretamine được chuyển hóa rộng rãi trên đường truyền đầu tiên, tạo ra các chất chuyển hóa chủ yếu là mono- và didemethylated. Phản ứng demethylation bổ sung xảy ra trong các tế bào khối u, giải phóng formaldehyd tại chỗ trước khi thuốc được bài tiết qua nước tiểu. Các chất trung gian carbinolamine (methylol) của quá trình chuyển hóa qua trung gian CYP450 cũng có thể tạo ra các loại iminium điện di có khả năng phản ứng cộng hóa trị với dư lượng guanine DNA và cytosine cũng như protein. Liên kết ngang DNA qua trung gian Iminium và liên kết ngang DNA-protein, qua trung gian cả trung gian iminium và formaldehyd, đã được chứng minh, mặc dù ý nghĩa của liên kết ngang DNA đối với hoạt động chống ung thư của altretamine là không chắc chắn.

## Tác dụng phụ
Tác dụng phụ bao gồm buồn nôn, nôn, thiếu máu và bệnh thần kinh cảm giác ngoại biên.

## Tương tác
Kết hợp với pyridoxine (vitamin B6) làm giảm độc tính thần kinh nhưng đã được tìm thấy để làm giảm hiệu quả của chế độ altretamine / cisplatin. Thuốc ức chế MAO có thể gây hạ huyết áp thế đứng nghiêm trọng khi kết hợp với altretamine; và cimetidine có thể làm tăng thời gian bán hủy và độc tính của nó.